# Iosîpivți, Bilohirea
Iosîpivți (în ucraineană Йосипівці) este localitatea de reședință a comunei Iosîpivți din raionul Bilohirea, regiunea Hmelnîțkîi, Ucraina.

## Demografie
Componența lingvistică a localității Iosîpivți
     Ucraineană (99,37%)
     Alte limbi (0,63%)
Conform recensământului din 2001, majoritatea populației localității Iosîpivți era vorbitoare de ucraineană (99,37%), existând în minoritate și vorbitori de alte limbi.